# 20032 McNish
20032 McNish este o planetă minoră (asteroid), cu un diametru de 2,782 km, din centura de asteroizi. A fost descoperită pe 8 august 1992 la centre de recherches en géodynamique et astrométrie⁠(d) de Eric Walter Elst. 
Obiectul prezintă o orbită caracterizată de o semiaxă mare de 2,3532879 UAi, o excentricitate de 0,11, o înclinație de 2,64941 ° în raport cu ecliptica.